# هان دا سول
هان دا سول (کره‌ای: 한다솔؛ زادهٔ ۱۳ مه ۱۹۹۵) بازیگر اهل کره جنوبی است. او به خاطر ایفای نقش در مجموعه‌های تلویزیونی لبخند پر کشیده از نگاهت و شادی شناخته می‌شود.

## فیلم‌شناسی

### فیلم
| سال  | عنوان                        | نقش                  |
| ---- | ---------------------------- | -------------------- |
| ۲۰۱۴ | جوانان خون‌گرم                | دوچرخه سوار          |
| ۲۰۱۷ | شهردار                       | تیم رسانه‌ای کمپ یانگ |
| ۲۰۲۱ | دراگون این پارت ۲: شب خدایان | اون یونگ             |
| ۲۰۲۳ | اونگ‌نامی                     | یو مین جو            |

### مجموعه تلویزیونی
| سال  | عنوان                   | نقش         | منابع  |
| ---- | ----------------------- | ----------- | ------ |
| ۲۰۱۸ | لبخند پر کشیده از نگاهت | شین یو جین  | [ ۸ ]  |
| ۲۰۱۸ | دوازده شب               | چون دا یونگ | [ ۹ ]  |
| ۲۰۱۸ | خاطرات الحمرا           | گمر         | [ ۱۰ ] |
| ۲۰۱۹ | مادر من                 | جونگ سو هی  | [ ۱۱ ] |
| ۲۰۱۹ | خوش اومدی به زندگی      | این نا ره   | [ ۱۲ ] |
| ۲۰۱۹ | به آرامی ذوبم کن        | ما دونگ جو  | [ ۱۳ ] |
| ۲۰۱۹ | افسانه نوکدو            | هانگ آه     | [ ۱۴ ] |
| ۲۰۲۰ | مردها مثل هم هستند      | کیم دا اون  | [ ۱۵ ] |
| ۲۰۲۱ | شادی                    | لی بو رام   | [ ۱۶ ] |
| ۲۰۲۲ | کلینیک دکتر پارک        | یون جی      |        |
| ۲۰۲۳ | همه مشروب‌ها             | کیم یون آه  |        |

### حضور در موزیک ویدئو
| سال  | عنوان            | آرتیست      | مدت  | منابع  |
| ---- | ---------------- | ----------- | ---- | ------ |
| ۲۰۱۲ | «فراموشم نکن»    | اش‌گری       | ۳:۴۵ | [ ۱۷ ] |
| ۲۰۱۷ | «چطوری؟»         | سو دونگ هون | ۴:۰۰ | [ ۱۸ ] |
| ۲۰۲۲ | «آپگوجونگ رودئو» | هو گاک      | ۴:۰۷ |        |